# Neunkirchen am Brand
Neunkirchen am Brand è un comune tedesco di 8 243 abitanti, situato nel land della Baviera.